# 藤原美幸
藤原 美幸（ふじわら みゆき、3月29日 - ）は、秋田県・秋田市土崎港出身の女性民謡歌手。

## 略歴
10歳から民謡（秋田民謡）を始め「第39回日本郷土民謡協会全国大会」で優勝し、内閣総理大臣賞を受賞。秋田県内にある民謡全国大会を全て制覇した。
ABSラジオ（秋田放送）「歌謡曲ふれあい電話リクエスト」の番組パーソナリティーを26年担当している。
民謡教室を主宰し後進の指導も行う。
東北地方最大級の音楽フェス「ARABAKI ROCK FEST.」に2005年から毎年出場している。
私立恵比寿中学が毎年秋に秋田県で開催するライブ「秋田分校」には2016年から毎年出演しており、絶対的エース"みゆきちゃん"としてエビ中メンバーと共演している。